# Alberto de la Madre de Dios

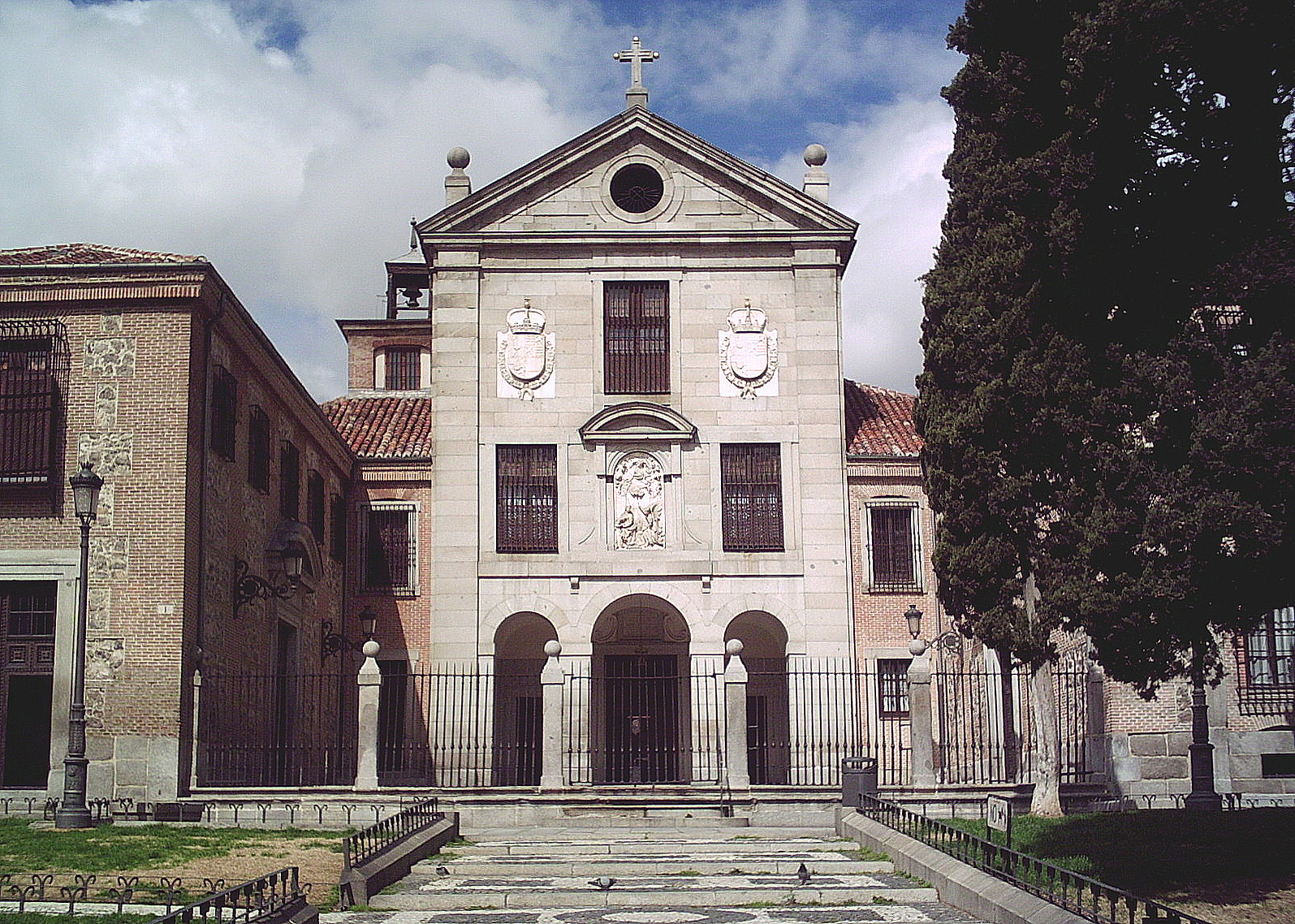
Fachada principal del Monasterio de la Encarnación, Madrid.

Fray Alberto de la Madre de Dios (Santander, Cantabria, 1575 - Pastrana, Guadalajara, 1635) fue un arquitecto español. 

## Biografía
Hijo del hidalgo Jerónimo de la Puebla e Isabel de Cos. Formó parte de la Orden del Carmen Descalzo. 

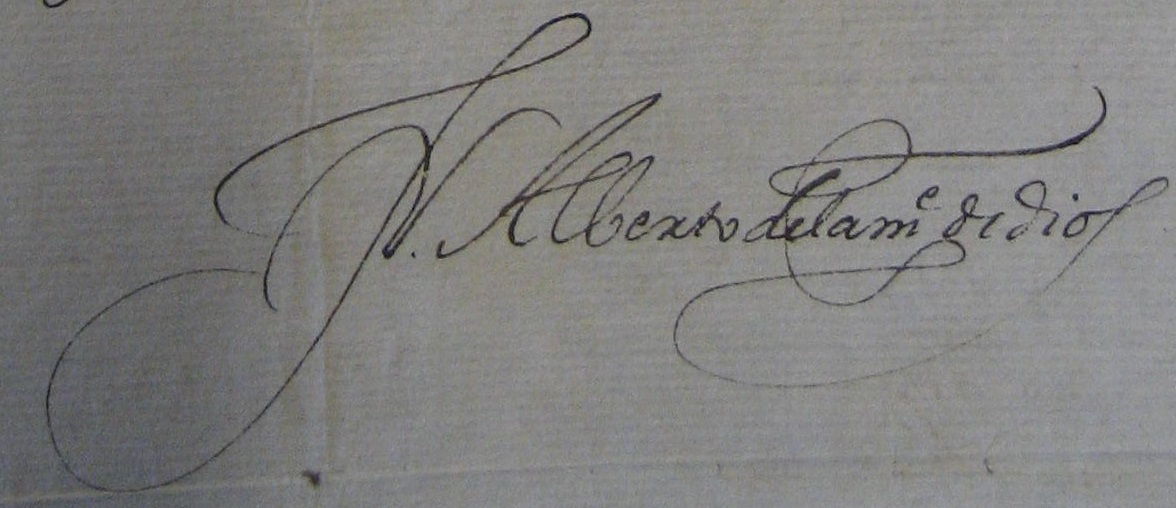
Firma de fray Alberto de la Madre de Dios

Hasta hace pocos años era considerado un seguidor de los arquitectos reales Francisco de Mora y Juan Gómez de Mora; en la actualidad, gracias a los constantes descubrimientos documentales, está reconocido como uno de los arquitectos españoles más importantes del siglo XVII y el introductor de las primeras formas barrocas en Castilla. En este sentido, algunos autores defendían que fray Alberto seguía el modelo de Francisco de Mora en San José de Ávila de 1608, pero más bien fue al contrario, puesto que fray Alberto ya diseñaba conventos en el estilo carmelitano a la altura de 1600. Por tanto, fray Alberto es el creador de uno de los modelos más influyentes y duraderos de la arquitectura española, extendido también a Portugal y Latinoamérica. 
Nacido en Santander en 1575, era hijo del hidalgo don Jerónimo de la Puebla y doña Isabel de Cos. Ingresó en la orden del Carmen descalzo muy joven, donde sus trabajos iniciales estuvieron ligados a la cocina, lo que sabemos por la ocasión en la que preparó una comida para reponer al mismísimo San Juan de la Cruz. Pronto debió abandonar estos menesteres para aprender arquitectura de la mano de fray Francisco de Jesús, fray Jerónimo de la Madre de Dios y fray Tomás de Jesús, arquitectos de su orden.
Fray Alberto es autor de algunas de las principales obras del primer Barroco, como el monasterio de la Real Encarnación de Madrid, los conventos de Lerma, la capilla del Sagrario de la catedral de Cuenca o el santuario de la Vera Cruz de Caravaca. 
Es el primer arquitecto español del Barroco que innova en la mezcla de materiales y colores en sus obras. En los conventos de San Cirilo, Valdemoro, la Encarnación de Madrid y otras obras utiliza el ladrillo elevándolo a material de primera línea. Las técnicas de construcción que desarrolla fray Alberto serán seguidas por arquitectos como Juan Gómez de Mora, Alonso Carbonel o Fray Lorenzo de San Nicolás.
También hay que destacar la labor de fray Alberto como ingeniero, siendo llamado de diferentes lugares del país para resolver problemas que nadie podía solucionar. Por ejemplo la capilla mozárabe de la catedral de Toledo fue reparada siguiendo sus directrices, aunque luego la terminó el hijo del Greco. También resolvió problemas en el Santuario de la Vera Cruz de Caravaca, la capilla del Sagrario de la catedral de Cuenca o el palacio ducal de Lerma. Además descubrió los viajes de agua de abastecimiento a Madrid de Amaniel y Fuente Castellana, diseñando el acueducto del segundo.
La preeminencia y consideración profesional que poseía el arquitecto queda palpable en los informes que proporciona para resolver diversas cuestiones y problemas que le plantean los clientes y otros maestros.  En alguno de ellos, fray Alberto demuestra su conocimiento de los tratadistas, especialmente de Vitruvio , con el que debía sentirse identificado. En ese sentido, fray Alberto representaba mejor que nadie la imagen del arquitecto perfecto descrita en el tratado. La propia denominación de “tracista”, procedente del tratado vitruviano, es retomada por el artista, haciendo honor a la concepción de la arquitectura como un arte que consta de significado y significante, que se corresponden con el proyecto y la demostración.
De sus amplios trabajos podemos diferenciar dos etapas: una primera en la que el Clasicismo, desposeído de cualquier tipo de ornamentación, roza la austeridad absoluta. A esta etapa corresponden los conventos de Yepes, Medina de Rioseco, Cuenca, San Clemente, Huete o el imponente santuario de la Vera Cruz en Caravaca.

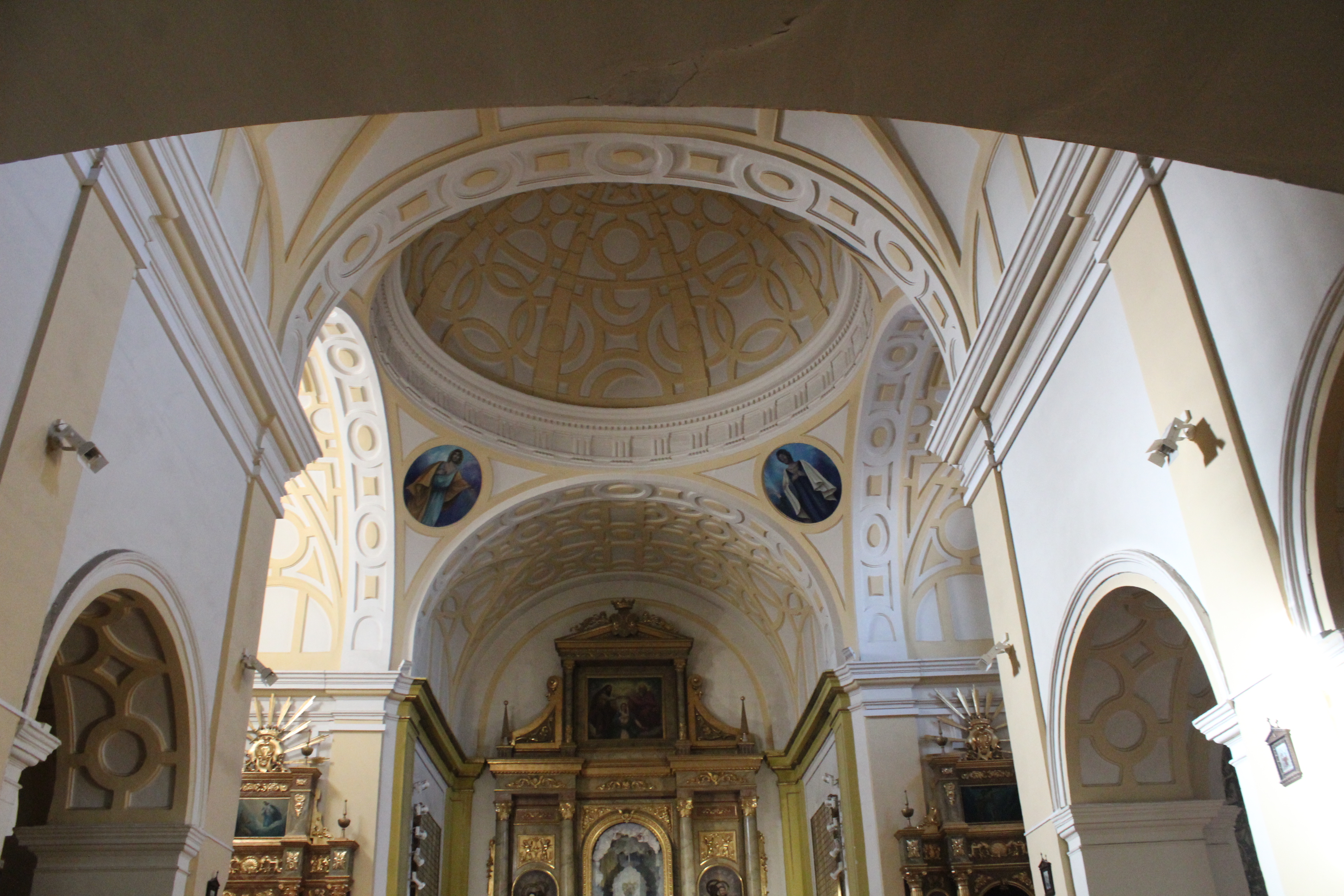
Iglesia de la Epifanía en Guadalajara

En una segunda etapa artística, fray Alberto comienza a combinar diferentes colores y materiales, utiliza pilastras cajeadas con el fin de lograr un mayor relieve, altera los órdenes clásicos, jugando con ellos y mezclándolos, y abre la puerta a la incorporación de ricos retablos con elementos propios del Barroco pleno como modillones y cartelas al tiempo que consiente que todos los muros sean decorados con pinturas. Su obra más importante de esta segunda etapa es la capilla del Sagrario de la catedral de Cuenca, pero también llevaría a cabo otras notables obras como la capilla mayor de la iglesia de Gascueña, la iglesia parroquial de Motilla del Palancar, las torres de las iglesias de Buendía y Campillo de Altobuey.
La intensa actividad de este arquitecto finalizó en el convento carmelitano de San José de Pastrana, donde murió el 27 de diciembre de 1635. En el libro becerro de este monasterio se menciona que: “murió en opinión de santidad […] uno de los más acertados y eminentes arquitectos de España […] que por su gran Religión, capacidad y virtudes hizieron mucho caso de su persona no solo nuestros santos reyes Felipe tercero y doña Margarita de Austria […] y a su imitación todo lo más ilustre i noble de España. Fue tenido por uno de los mas acertados i eminentes arquitectos de ella i como de tal estimado su voto i elección en qualquier obra grande que se ofrecio en su tiempo, saliendo el por fiador de sus bien fundadas resoluciones, y desmintiendo con largas experiencias las importunas i porfiadas contradicciones de émulos, que nunca faltan a los pies de los mas descalzos i señalados en sus virtudes[…]”.
Al día de hoy todavía son muchas las obras que se desconocen sobre este gran arquitecto, estando a la espera de nuevas publicaciones que revisen sus aportaciones a la arquitectura barroca.

## Carrera arquitectónica
Su primera participación arquitectónica documentada es el desaparecido convento de carmelitas descalzos de Uclés, que diseñaría en 1600, con tan solo 25 años de edad. En 1603 se documenta en Barcelona, adonde acude por orden del general Josep Dalmau para proyectar el desaparecido convento de San José de las Ramblas. En la documentación, se hace referencia al arquitecto como “hermano Alberto frare llec gran trassador” , lo que nos hace pensar en un consistente rodaje profesional del artista en fechas muy tempranas. El prestigio de fray Alberto en esas fechas evidencia sin duda su participación como principal artífice de la traza moderada para los conventos del Carmen descalzo, que se debate en el convento de San Hermenegido de Madrid en 1600. Fray Alberto debió participar activamente, y probablmente fue el autor principal del citado convento de San Hermenegildo, así como del de San Cirilo de Alcalá de Henares. Estos datos descubiertos recientemente echan por tierra la teoría de que fray Alberto era un seguidor de Francisco de Mora y de Juan Gómez de Mora.
En 1606 figura ya como tracista oficial de la orden carmelita en la obra del convento de Medina de Rioseco, cuando contaba con tan sólo 31 años, lo que fue el inicio de su brillante carrera. Este cargo le obligaba a llevar muchas obras a la vez, lo que no le permitía permanecer demasiado tiempo en cada una, salvo el necesario para trazar o acomodar la traza, moderar, supervisar, aconsejar o tasar obras, siempre encargadas a otros maestros profesionales no religiosos. Por eso no todas las obras fueron terminadas con la misma calidad, lo que dependía de la habilidad de sus directores y de la bonanza económica de los clientes. 

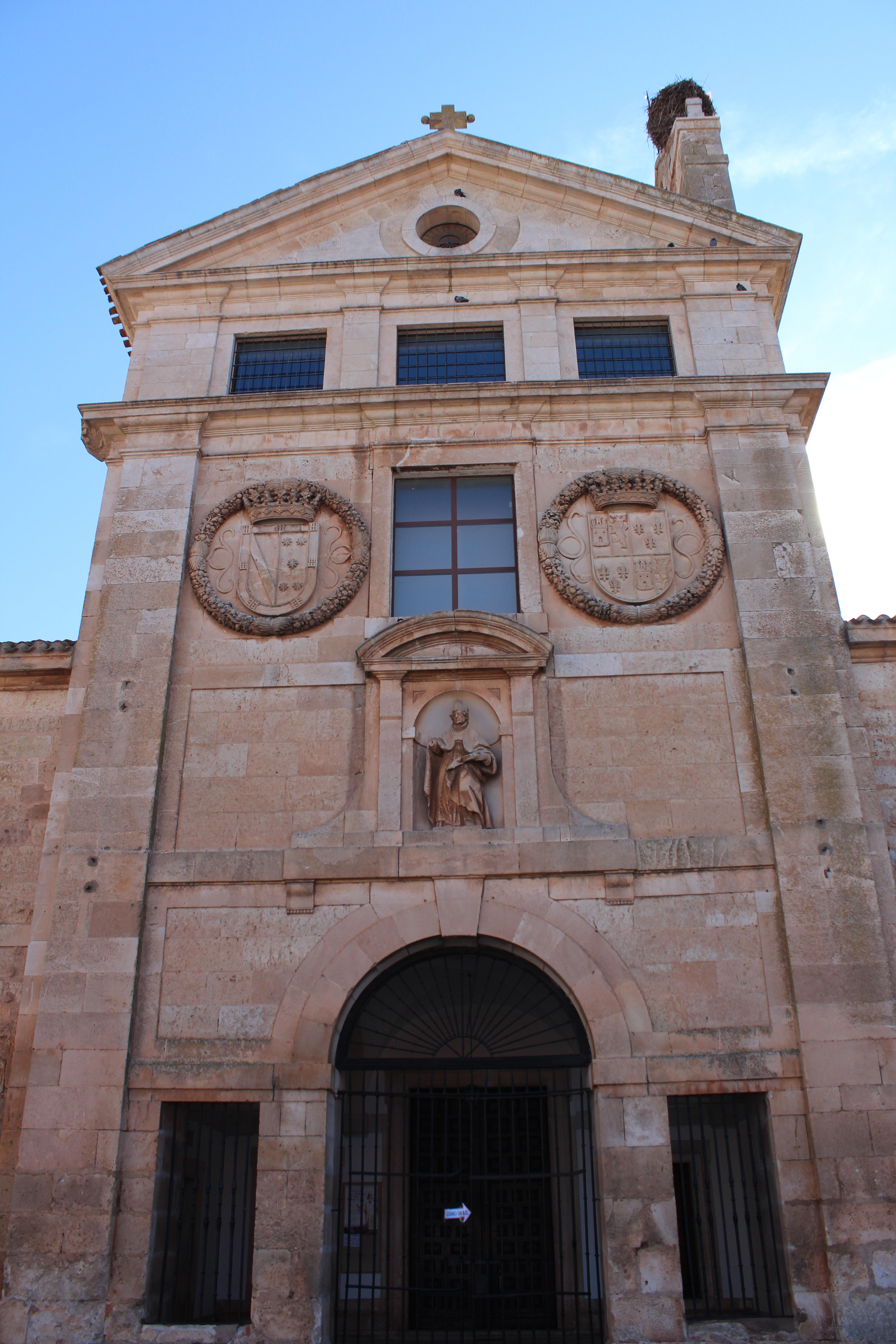
Convento de San Blas en Lerma

A partir de 1610, el prestigio de fray Alberto creció considerablemente, cuando los generales de su orden le encargaron un edificio Real, el Monasterio de la Encarnación de Madrid, fundado por la reina Margarita de Austria en 1610. Su fachada, calificada por Bonet Correa como “el tipo más castizo de fachada de iglesia española, el correlato de los que para Italia y Europa es la fachada del Gesu de Roma, por el Vignola”. Con la máxima sencillez arquitectónica fray Alberto logró crear una fachada realmente bella que sirvió de modelo durante décadas. Sin dejar a un lado la elegancia, consiguió escenificar los preceptos de pobreza señalados por Santa Teresa de Jesús, la fundadora de su orden: los carmelitas descalzos.
En esos momentos fray Alberto estaba considerado como el arquitecto más importante del momento, y una vez muerto Francisco de Mora, el carmelita quedó al frente del resto de obras reales, hasta que en 1616 Juan Gómez de Mora tomó la iniciativa. En esos años su actividad es portentosa, trazando obras en Salamanca, Madrid, Uceda, Lerma, Burgos, Alcalá de Henares, Huete, Cuenca, Caravaca, Toro, Viso del Marqués, Valdemoro, Ocaña, Villaconejos , Guadalajara y otros lugares.
El carmelita debió ser un artista apasionado en la defensa de los proyectos, famosas fueron las discusiones acaloradas que mantuvo con Jorge Manuel Theotocópuli sobre la cúpula exterior de la capilla Mozárabe de la catedral de Toledo.
Según el profesor Chueca Goitia, fray Alberto es "el iniciador de las nuevas formas barrocas en Castilla".
Hasta la fecha se creía que la arquitectura de fray Alberto siguió casi hasta el final de su vida el mismo modelo carmelitano , sin embargo, comenzó a innovar mucho antes. La iglesia de Gascueña y la capilla del Sagrario en Cuenca constituyen obras que pertenecen al primer Barroco, en la que se experimenta con los órdenes arquitectónicos y los elementos decorativos invaden las superficies.

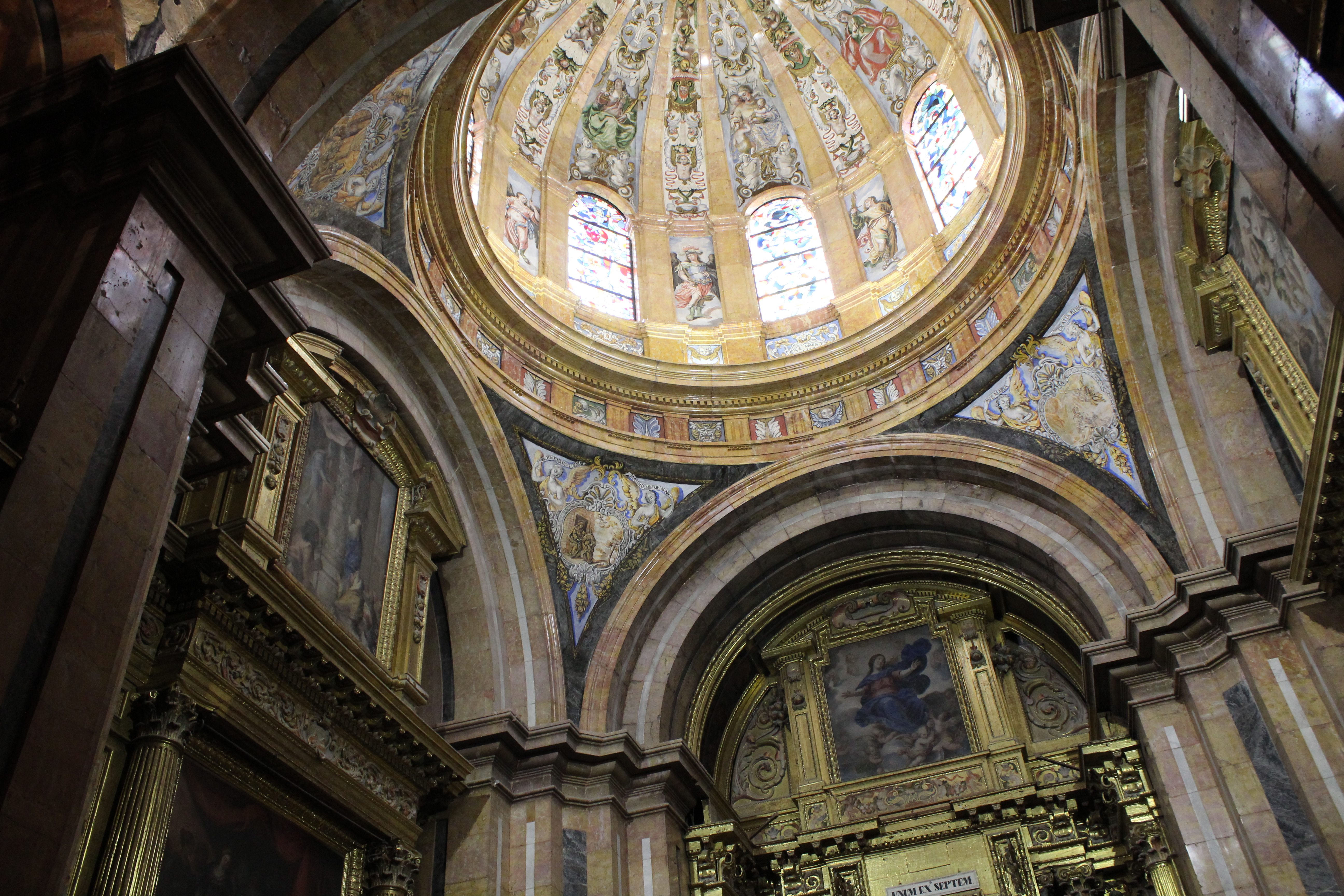
Capilla del Sagrario de la catedral de Cuenca

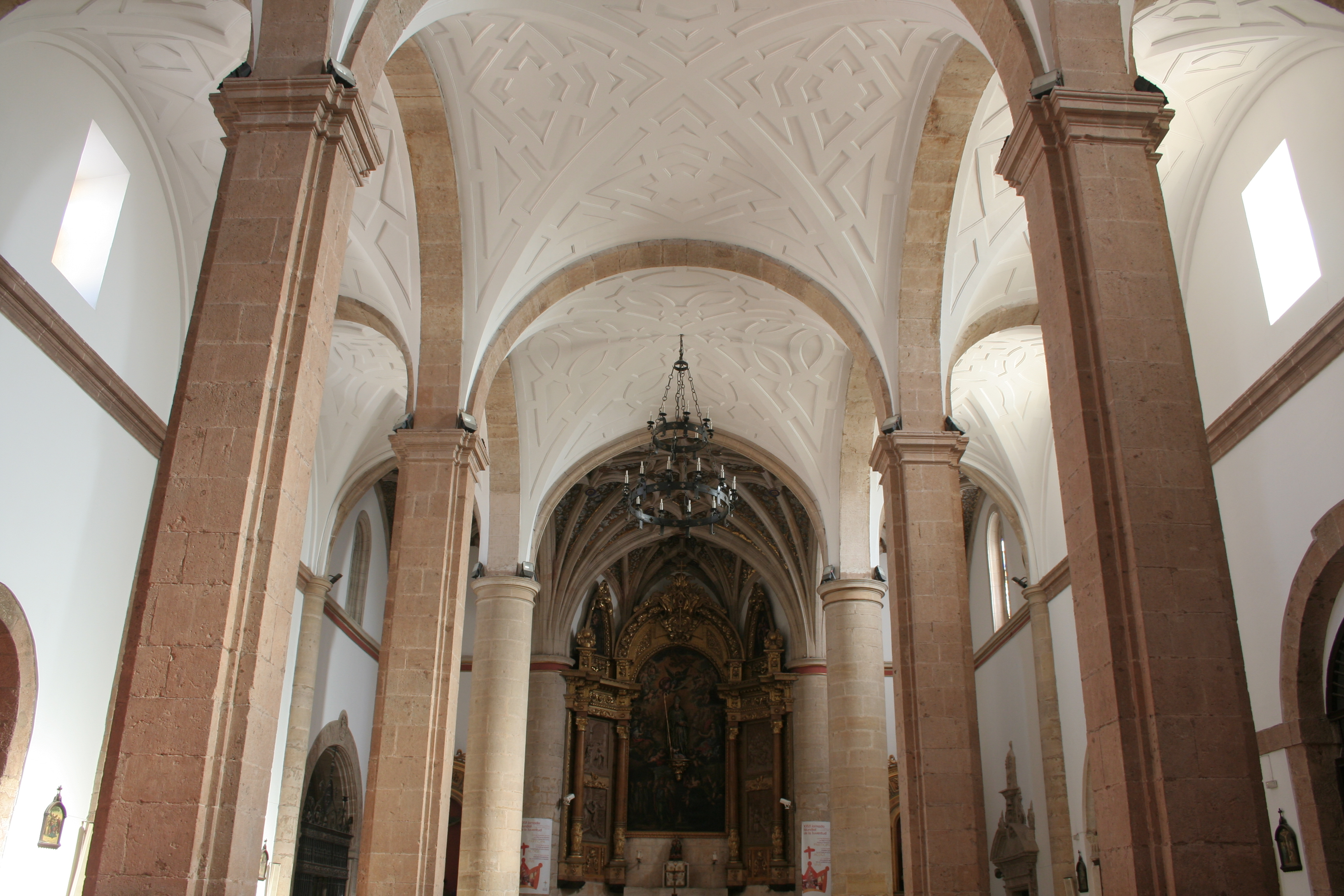
Iglesia de Motilla del Palancar

En el obispado de Cuenca desarrolló una intensa actividad bajo el mecenazgo del obispo Andrés Pacheco. El administrador de las obras del convento del Santo Ángel llegó a decir que: “su señoría fia tanto del padre fray Alberto que no querrá que otra persona intervenga en esto, sino la suya”. Este elogio constata el poder y control del carmelita en el obispado durante la segunda década del siglo XVII. La primacía de fray Alberto, avalada por su mecenas, se palpa no solo en los diversos y variados proyectos que presentó por toda la diócesis sino también en el estricto control que, en ocasiones, el arquitecto asumió en la adjudicación y ejecución de las obras. Sin duda, la influencia del arquitecto fue determinante para la elección de Francisco del Campo como veedor general de obras del obispado, garantizando con ello que la visión teórica del carmelita no fuese alterada durante la ejecución de los proyectos.

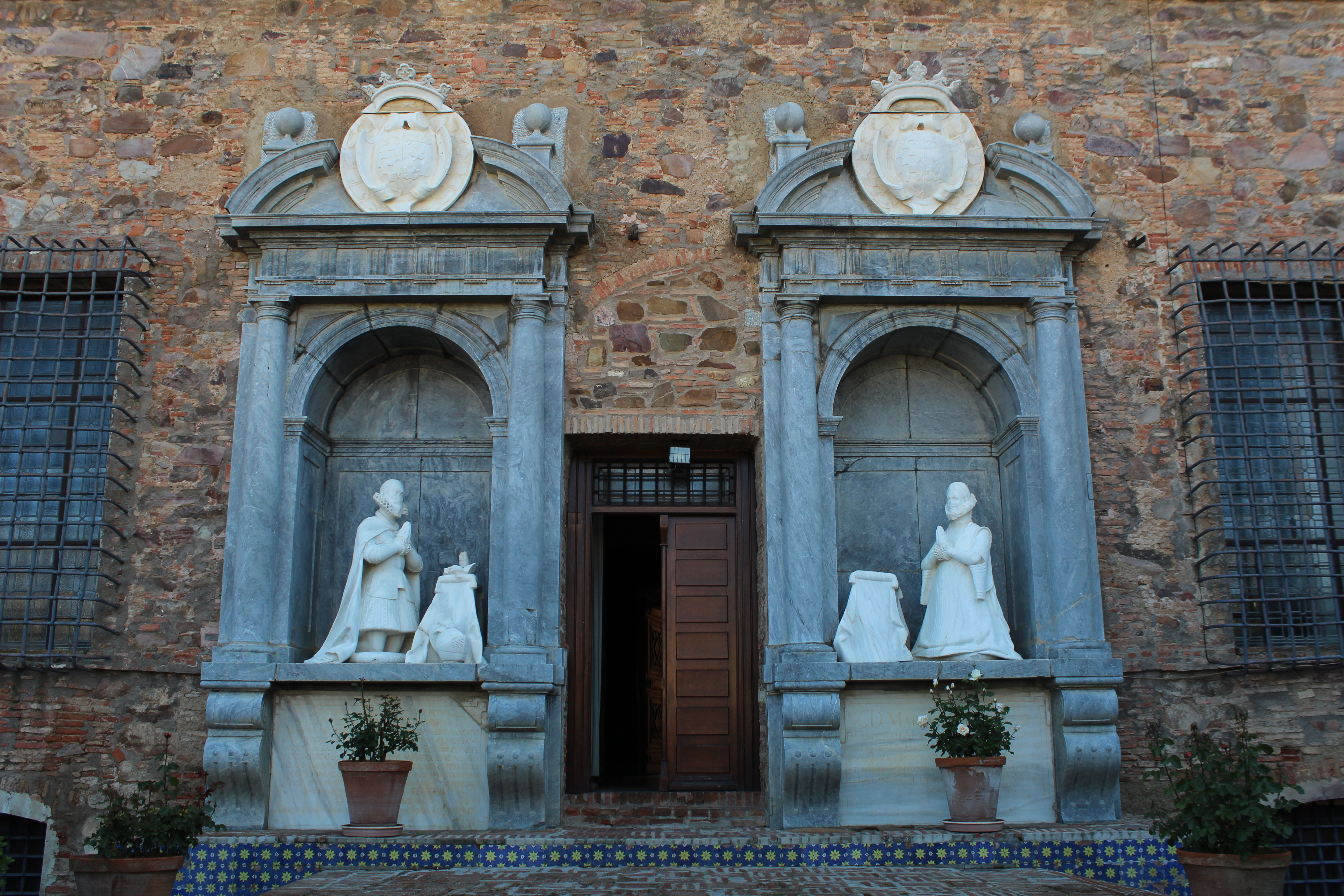
Nichos sepulcrales de don Alonso de Bazán y su esposa en Viso del Marqués

## Principales obras

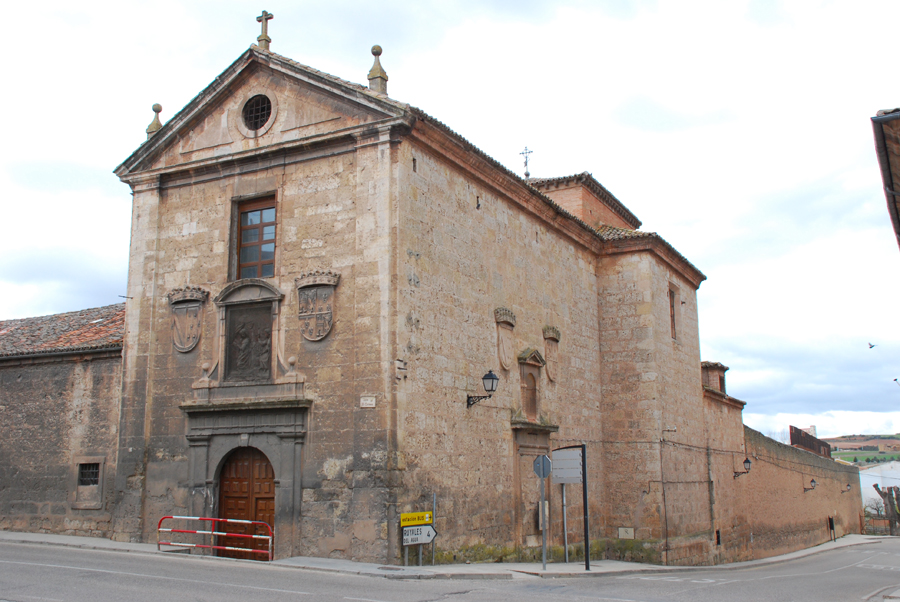
Monasterio de la Encarnación, Lerma

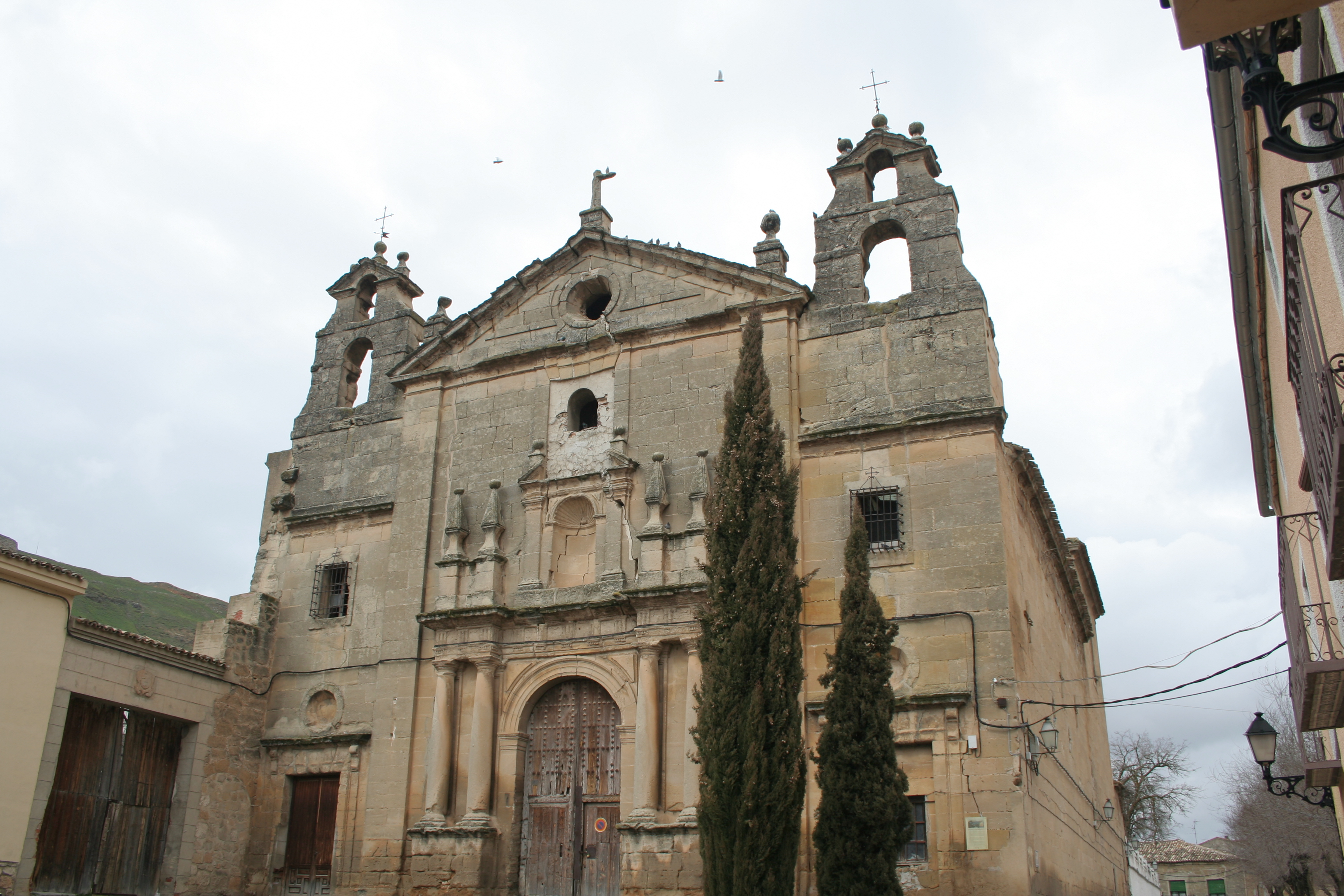
Iglesia de Santo Domingo de Huete

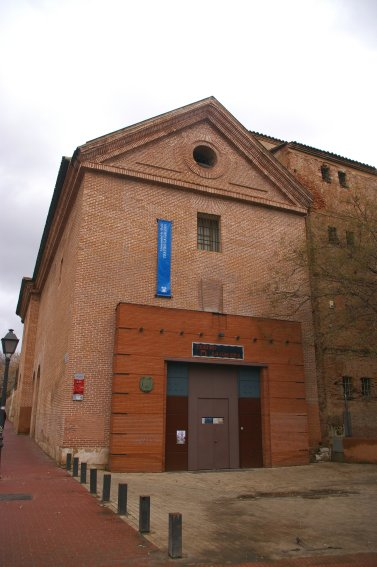
San Cirilo de Alcalá de Henares

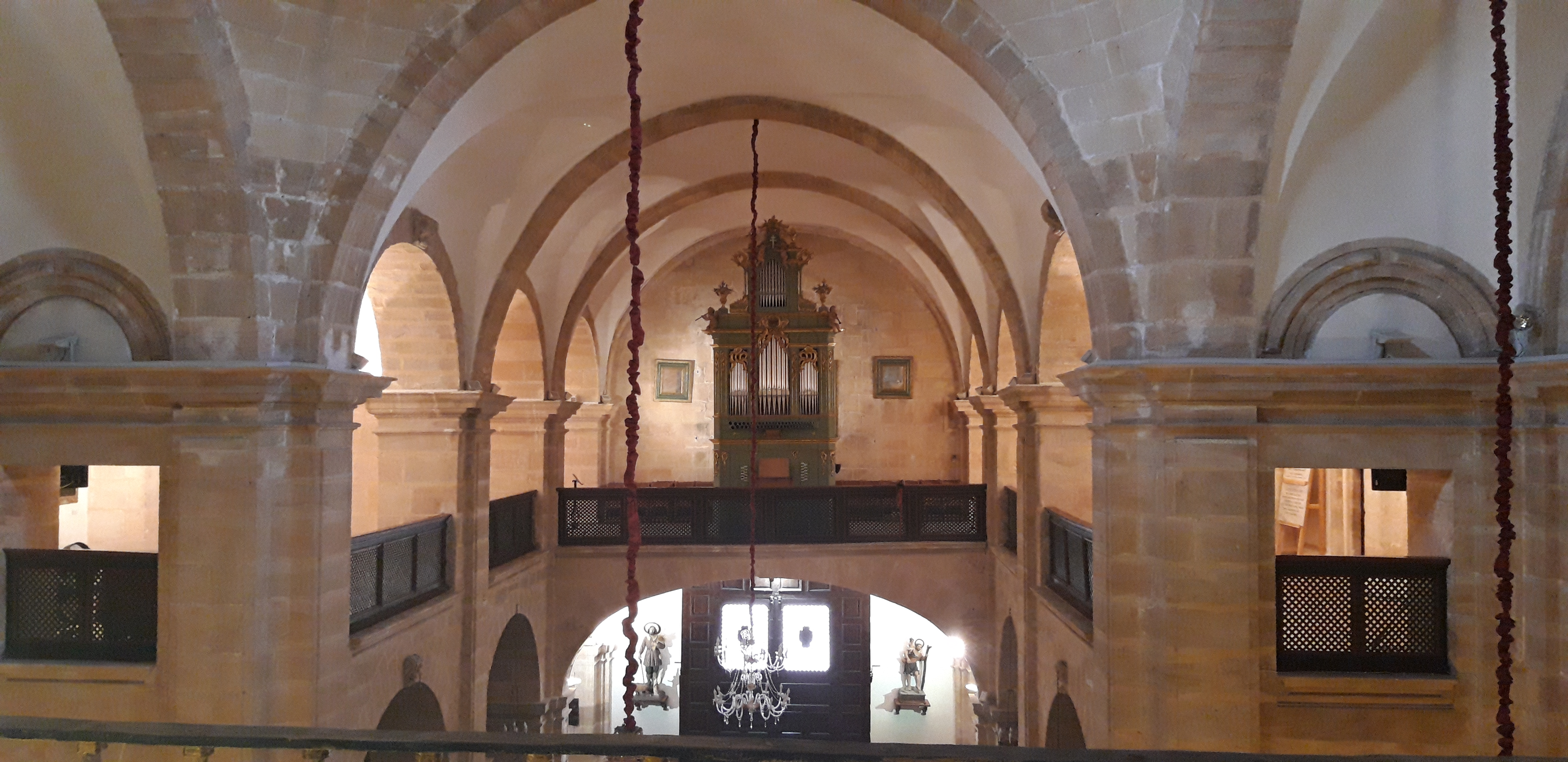
Santuario de Caravaca de la Cruz

- Convento de Carmelitas descalzos de Cascais (1594).
- Convento dos Remedios de Évora (1602).
- Convento de San Cirilo (atribuido) de Alcalá de Henares (1599).
- Convento de San José (desaparecido), Uclés (1600).
- Convento de San José de las Ramblas (desaparecido), Barcelona (1603).
- Convento de Carmelitas descalzos de Lisboa (1606)
- Convento de San José de Medina de Rioseco (1606).
- Convento de San José de Yepes (1606).
- Colegiata de San Pedro, Lerma (1608).
- Monasterio de la Encarnación, Lerma (1608).
- Convento de San Blas, Lerma (1613).
- Monasterio de Santo Domingo, Lerma (1613-1617).
- Real Monasterio de la Encarnación, Madrid (1610).
- Convento de Franciscanas de Valdemoro (1613).
- Convento de franciscanos de Uceda (1613).
- Convento del Santo Ángel (desaparecido), Cuenca (1613).
- Nichos sepulcrales de Alonso de Bazán y su esposa, Palacio del Viso del Marqués (1613).
- Monasterio de Carmelitas descalzas, Cuenca (c. 1613).
- Convento de San José, Ocaña (1613-1626).
- San Alberto, Ocaña (c. 1613).
- Monasterio del Carmen descalzo, Alcalá de Henares (c. 1614).
- Basílica de la Santísima y Vera Cruz, Caravaca de la Cruz (1615).
- Convento de carmelitas descalzos, Caravaca de la Cruz (1615).
- Concatedral de San Nicolás (atribuida), Alicante (1616).
- Convento de Nuestra Señora de Constantinopla (desaparecido), Madrid (1616).
- Convento del Corpus Christi de carmelitas descalzas, Alcalá de Henares (1616).
- Convento de carmelitas descalzas de San Clemente (1617).
- Iglesia de Motilla del Palancar, Motilla del Palancar (1619).
- Iglesia del convento de Santo Domingo, Huete (1620).
- Torre de la iglesia de Campillo de Altobuey, Campillo de Altobuey (c. 1620).
- Puente del Castellar sobre el río Júcar, Fresneda de Altarejos (1622).
- Monasterio de carmelitas descalzas, Guadalajara (1624).
- Fachada del monasterio de carmelitas descalzos, Pastrana (c. 1626).
- Finalización de la colegiata, Pastrana (1626).
- Nicho sepulcral de don Luis de Salcedo (atribuido), Torralba (c. 1627).
- Nichos sepulcrales de la parroquia de Cuerva (atribuidos), Cuerva (c. 1615).
- Cuerpo y torres de la iglesia de San Nicolás de Bari, Villaconejos (1628).
- Capilla del Sagrario de la catedral de Cuenca (1629).
- Convento de los Santos Reyes, Guadalajara (1632).
- Finalización de la iglesia de Garcinarro (1633).
- Finalización de la iglesia de Yunquera de Henares (1633).
- Torre de la iglesia de Buendía, Buendía (1634).